# Lintonium novikovi
Lintonium novikovi är en plattmaskart. Lintonium novikovi ingår i släktet Lintonium och familjen Fellodistomatidae. Inga underarter finns listade i Catalogue of Life.